# Општина Кревенику (Телеорман)
Кревенику (рум. Crevenicu) општина је у Румунији у округу Телеорман.
Oпштина се налази на надморској висини од 84 m.